# 白旭初
白旭初（1941年9月—），湖南常德人，是湖南小说家、常德市电视台编辑，因写作“小小说”而闻名。白旭初是中国民主促进会党员、湖南省作家协会会员、中国微型小说学会成员。

## 生平
1941年，白旭初出生在湖南省常德市的一个书香门第，父亲白云青是教育家，曾建立“白云中学”（今常德市第六高级中学）。1966年到1976年，正是文化大革命如火如荼进行中，白旭初读完初中之后，被分配到常德市机床厂当了一名工人，白天在工厂干活，休息和晚间才阅读、写作。
1982年，白旭初的处女作短篇小说《贼》发表在《桃花源》月刊上，从此开始了文学生涯。1985年9月，白旭初被调到常德市电视台担任《新闻联播》的记者、编辑。1998年，白旭初的小小说合集《夫妻舞伴》由花城出版社出版发行。2001年，白旭初的小小说合集《寻常故事》、《谎言》等6部作品也陆续出版发行。2012年，白旭初担任《常德民生报》的执行主编。

## 作品
- 《夫妻舞伴》
- 《寻常故事》
- 《谎言》
- 《我为你作证》
- 《寄钱》[3][4]

## 奖项
- 《夫妻舞伴》荣获丁玲文学奖。[1]
- 《我为你作证》荣获冰心文学奖之儿童图书奖。[1]